# Distrito de Sausa

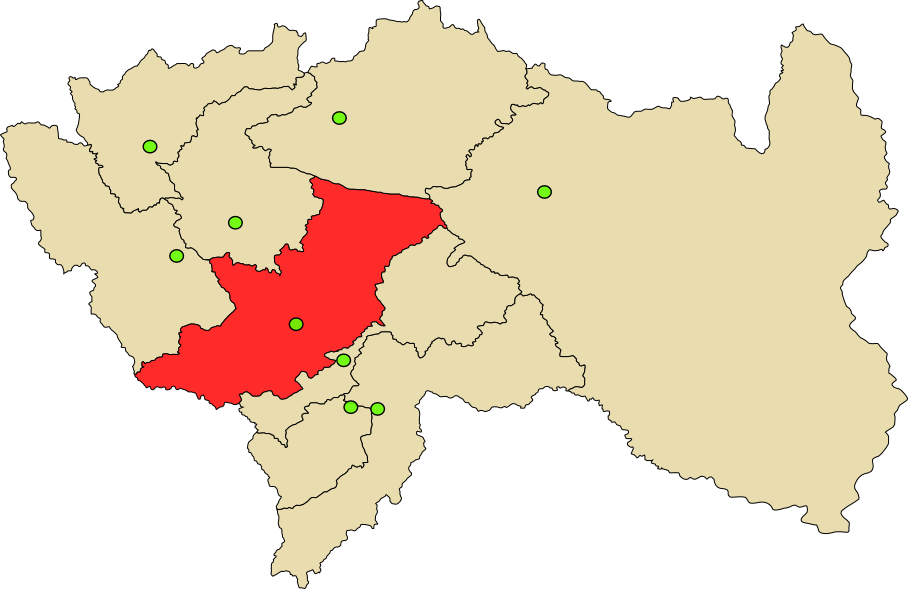
Provincia de Jauja en el Departamento de Junín

El Distrito de Sausa es uno de los treinta y cuatro distritos de la Provincia de Jauja, ubicada en el Departamento de Junín, bajo la administración del Gobierno Regional de Junín, Perú.
Dentro de la división eclesiástica de la Iglesia Católica del Perú, pertenece a la Vicaría IV de la Arquidiócesis de Huancayo

## Historia
El distrito fue creado mediante Ley del 24 de febrero de 1965, en el primer gobierno del Presidente Fernando Belaúnde.

## Geografía
El distrito de Sausa abarca una superficie de 4,5 km² y se encuentra a 3 380 m s. n. m.

## Capital
Su capital es el pueblo de Sausa, el cual se levanta sobre un área considerable de lo que alguna vez fue la llacta inca de Hatun Xauxa.

## División administrativa

### Barrios del Distrito de Sausa
Hatun Xausa, San Francisco, Cinco Esquinas, Progreso, Cusco, Maquinhuayo, Nueva Esperanza, Jinchopajaja

## Autoridades

### Municipales
El actual alcalde del distrito es Alberto Dickinson Moreno Mendoza desde el 1 de enero del 2023 quien resultó elegido en las elecciones municipales de octubre del 2022.

### Policiales
- Comisaría de Jauja
  - Comisario: Cmdte. PNP. Edson Hernán Cerrón Lazo.[2]

### Religiosas
- Arquidiócesis de Huancayo[3]
  - Arzobispo de Huancayo: Mons. Pedro Barreto Jimeno, SJ.
  - Vicario episcopal: Pbro. Hermann Josef Wendling SS.CC.
- Parroquia[4]
  - Párroco: Pbro.